# Campeonato Peruano de Fútbol de 1927
El Campeonato Peruano de Fútbol de 1927, denominado como «XII Campeonato de la Liga Provincial de Football de Lima 1927», fue la edición número 12 de la Primera División Peruana, la 2.ª edición realizada por la FPF y la 12.ª edición desde creada la ADFP. El campeón fue Alianza Lima, quien logró el primer lugar obteniendo su tercer título de Primera División. No hubo descenso o pérdida de categoría.
Se desarrolló entre mayo y diciembre de 1927, con la participación de ocho equipos bajo el sistema de todos contra todos en una sola rueda. El Directorio de la FPF decidió suspender el torneo por problemas dirigenciales, cuando se cumplían tres fechas de las siete programadas y la tabla estaba liderada por Alianza Lima con tres victorias.
La Federación Peruana de Fútbol, en el boletín N.º 119 del 4 de enero de 1928, declaró culminados todos los campeonatos de todas las categorías correspondientes a 1927, declarando campeón a Alianza Lima quien lideraba con más puntaje el campeonato.
El club Association FBC se fusionó con el club Unión Ciclista Peruana en septiembre de 1927 para formar el club Ciclista Lima Association. Por lo tanto, los partidos de fútbol jugados antes de ese mes, el Club decano se mantenía con el nombre de Association Football Club.

## Ascensos y descensos
| Club                | Ascendido como        |
| ------------------- | --------------------- |
| Association Alianza | 1º en Intermedia 1926 |
| Association F.B.C   | Reintegrado           |

| Club                  | Descendido como              |
| --------------------- | ---------------------------- |
| Sportivo Jorge Chávez | 7º en Primera División 1926  |
| Teniente Ruiz         | 8º en Primera División 1926  |
| Jorge Washingthon     | 9º en Primera División 1926  |
| Deportivo Nacional    | 10º en Primera División 1926 |
| Sport José Gálvez     | 11º en Primera División 1926 |

## Equipos participantes
| Club                      | Distrito     |
| ------------------------- | ------------ |
| Alianza Lima              | La Victoria  |
| Association Alianza       | La Victoria  |
| Association F.B.C.        | Lima         |
| Atlético Chalaco          | Callao       |
| Circolo Sportivo Italiano | Pueblo Libre |
| Sport Progreso            | Lima         |
| Sportivo Tarapacá         | Lima         |
| Unión Buenos Aires        | Callao       |

## Tabla de posiciones
| Pos. | Equipo                    | Pts. | PJ | PG | PE | PP | GF | GC | DG |
| ---- | ------------------------- | ---- | -- | -- | -- | -- | -- | -- | -- |
| 1°   | Alianza Lima              | 6    | 3  | 3  | 0  | 0  | 8  | 2  | +6 |
| 2°   | Unión Buenos Aires        | 5    | 3  | 2  | 1  | 0  | 8  | 5  | +3 |
| 3°   | Circolo Sportivo Italiano | 4    | 3  | 2  | 0  | 1  | 8  | 5  | +3 |
| 4°   | Atlético Chalaco          | 4    | 3  | 2  | 0  | 1  | 5  | 4  | +1 |
| 5°   | Sportivo Tarapacá         | 2    | 3  | 0  | 2  | 1  | 5  | 7  | -2 |
| 6°   | Association Alianza       | 1    | 3  | 0  | 1  | 2  | 6  | 10 | -4 |
| 7°   | Sport Progreso            | 0    | 2  | 0  | 0  | 2  | 3  | 6  | -3 |
| 8°   | Association F.B.C.        | 0    | 2  | 0  | 0  | 2  | 0  | 4  | -4 |

|                         |
| Campeón Nacional        |
| Alianza Lima 3.º título |
|                         |

## Resultados
La siguiente lista son los resultados de los únicos partidos jugados de acuerdo a lo publicado en los Diarios El Comercio, La Prensa y La Crónica.
| Local \ Visitante         | ALI  | AAL  | ASS  | CHA  | CSI  | TAR  | PRO  | UBA  |
| ------------------------- | ---- | ---- | ---- | ---- | ---- | ---- | ---- | ---- |
| Alianza Lima              |      |      | 2–0  | 3–0  |      | n.p. |      |      |
| Association Alianza       | n.p. |      |      | n.p. |      |      | n.p. | 1–3  |
| Association FBC           |      | n.p. |      | 0–2  | n.p. | n.p. |      |      |
| Atlético Chalaco          |      |      |      |      | n.p. | n.p. | 3–1  |      |
| Circolo Sportivo Italiano | n.p. | 4–2  |      |      |      | 2–0  |      |      |
| Sportivo Tarapacá         |      | 3–3  |      |      |      |      | n.p. |      |
| Sport Progreso            | 2–3  |      | n.p. |      | n.p. |      |      | n.p. |
| Unión Buenos Aires        | n.p. |      | n.p. | n.p. | 3–2  | 2–2  |      |      |

### Fecha 1
Se jugó el día domingo 22 de mayo de 1927.
| Equipo 1         | Resultado | Equipo 2           |
| ---------------- | --------- | ------------------ |
| Alianza Lima     | 2–0       | Association F.B.C. |
| Atlético Chalaco | 3–1       | Sport Progreso     |

### Fecha 2
Se jugó el día domingo 29 de mayo de 1927.
| Equipo 1           | Resultado | Equipo 2                  |
| ------------------ | --------- | ------------------------- |
| Unión Buenos Aires | 3–2       | Circolo Sportivo Italiano |
| Sportivo Tarapacá  | 3–3       | Association Alianza       |

### Fecha 3
Se jugó el día sábado 11 de junio de 1927.
| Equipo 1                  | Resultado | Equipo 2            |
| ------------------------- | --------- | ------------------- |
| Circolo Sportivo Italiano | 4–2       | Association Alianza |
| Unión Buenos Aires        | 2–2       | Sportivo Tarapacá   |

### Fecha 4
Se jugó el día domingo 12 de junio de 1927.
| Equipo 1         | Resultado | Equipo 2           |
| ---------------- | --------- | ------------------ |
| Alianza Lima     | 3–2       | Sport Progreso     |
| Atlético Chalaco | 2–0       | Association F.B.C. |

### Fecha 5
Se jugó el día domingo 19 de junio de 1927.
| Equipo 1                  | Resultado | Equipo 2            |
| ------------------------- | --------- | ------------------- |
| Unión Buenos Aires        | 3–1       | Association Alianza |
| Circolo Sportivo Italiano | 2–0       | Sportivo Tarapacá   |

### Fecha 6
Se jugó el día domingo 26 de junio de 1927.
| Equipo 1     | Resultado | Equipo 2         |
| ------------ | --------- | ---------------- |
| Alianza Lima | 3–0       | Atlético Chalaco |

## Goleadores
| Rank | Player              | Club         | Goals |
| ---- | ------------------- | ------------ | ----- |
| 1    | Jorge Koochoi       | Alianza Lima | 2     |
| 1    | José María Lavalle  | Alianza Lima | 2     |
| 1    | Alberto Montellanos | Alianza Lima | 2     |
| 2    | Guillermo Rivero    | Alianza Lima | 1     |